# Turtonia minuta
Turtonia minuta är en musselart som först beskrevs av Fabricius 1780.  Turtonia minuta ingår i släktet Turtonia och familjen Turtoniidae. Inga underarter finns listade i Catalogue of Life.